# 티야스 공군기지
티야스 공군기지(Tiyas Military Airbase)는 시리아 공군의 최대 규모 공군기지이다. T-4 공군기지라고도 부른다.

## 역사

### 공습

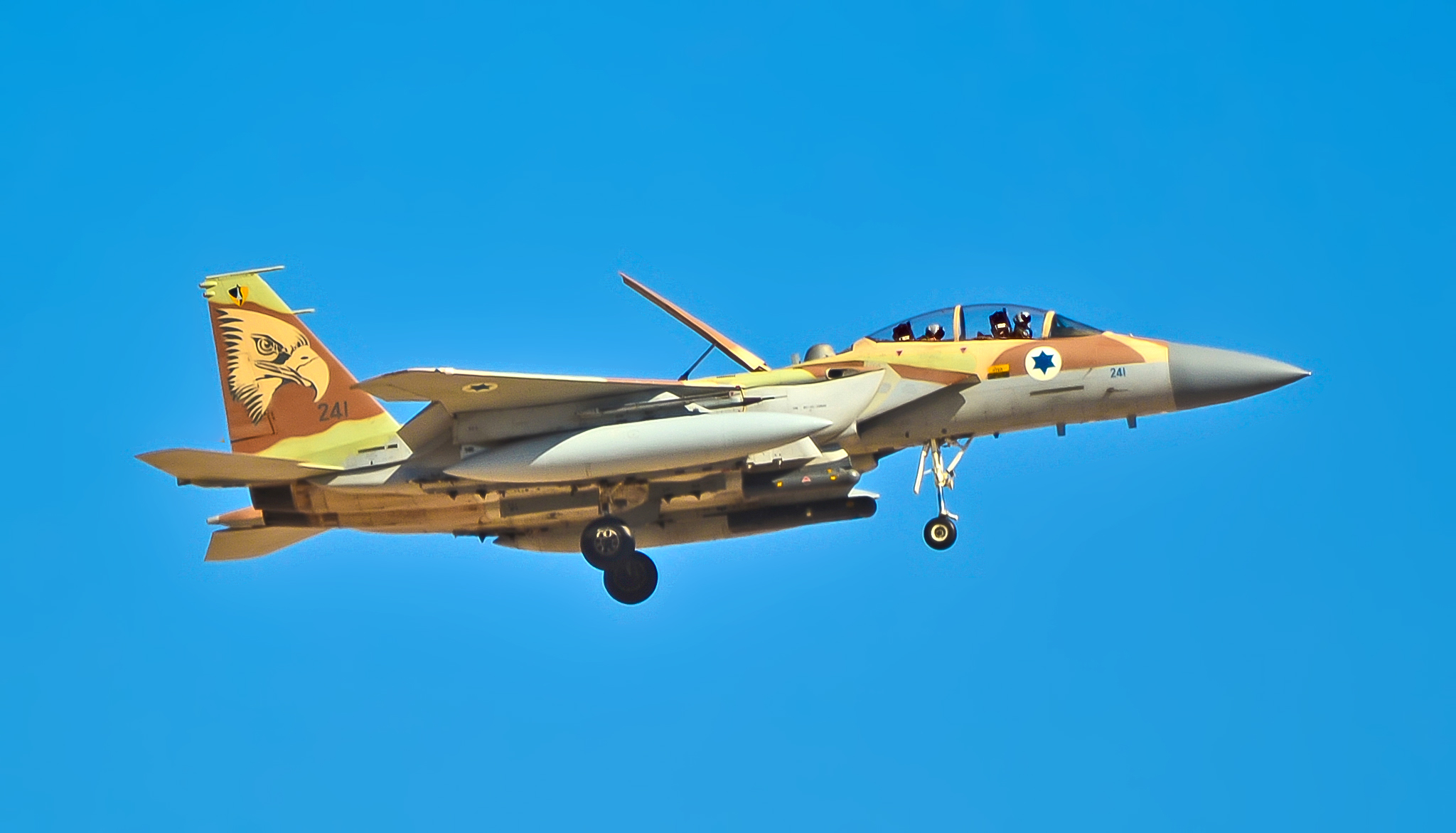
이스라엘 F-15I

2018년 4월 9일 새벽 3시 25분, 이스라엘 공군 F-15I 2대가 T4 기지에 공대지 미사일 8발을 발사했다. 미국에는 사전통보 했지만, 러시아에는 하지 않았다. 미사일 8발 가운데 5발은 시리아 방공망에 의해 격추됐다. 이란군 3명이 숨졌다고 이란 혁명수비대와 연관된 파르스 통신이 보도했다.

## 비행기
- 제1 비행대대, MiG-25PD/PU/RB
- 제5 비행대대, MiG-25PD/PU/RB
- 제819 비행대대, Su-24MK
- 제827 비행대대, Su-22M-4